# 제1차 기시 내각 (개조)
제1차 기시 개조내각(일본어: 第1次岸改造内閣)은  기시 노부스케가 제56대 내각총리대신으로 임명되어, 1957년 7월 10일부터 1958년 6월 12일까지 존재한 일본의 내각이다.
제1차 기시 내각을 개조한 내각이다.

## 각료
- 내각총리대신 - 기시 노부스케
- 법무대신 - 가라사와 도시키
- 외무대신 - 후지야마 아이이치로(민간인)
- 대장대신 - 이치마다 히사토
- 문부대신 - 마쓰나가 도
- 후생대신 - 호리키 겐조(참의원 의원)
- 농림대신 - 아카기 무네노리
- 통상산업대신 - 마에오 시게사부로
- 운수대신 - 나카무라 산노조
- 우정대신 - 다나카 가쿠에이
- 노동대신 - 이시다 히로히데
- 건설대신, 수도권정비위원회 위원장 - 네모토 류타로
- 국가공안위원회 위원장, 과학기술청 장관 - 쇼리키 마쓰타로
- 행정관리청 장관, 홋카이도 개발청 장관 - 이시이 미쓰지로
- 자치청 장관 - 고리 유이치(참의원 의원)
- 방위청 장관 - 쓰시마 주이치(참의원 의원)
- 경제기획청 장관 - 고노 이치로
- 내각관방장관 - 아이치 기이치
- 총리부 총무장관(1957년 8월 1일 신설) - 이마마쓰 지로
  - 내각법제국 장관 - 하야시 슈조
  - 내각관방부장관(정무) - 다나카 다쓰오(1957년 7월 12일 ~ )
  - 내각관방부장관(사무) - 오카자키 에이조(1957년 7월 12일 ~ )
  - 총리부 총무부장관(1957년 8월 1일 신설) - 후지와라 세쓰오 ／ 우에무라 겐타로(1958년 4월 22일 ~ )

## 정무 차관
제1차 기시 내각의 정무 차관이 1957년 7월 16일에 퇴임하면서 같은 날에 새로운 정무 차관을 임명했다.
- 법무 정무 차관 - 요코카와 노부오
- 외무 정무 차관 - 마쓰모토 다키조
- 대장 정무 차관 - 보 히데오·시라이 이사미(1957년 8월 1일 ~ )
- 문부 정무 차관 - 우스이 소이치
- 후생 정무 차관 - 요네다 요시모리
- 농림 정무 차관 - 혼나 다케시·세토야마 미쓰오(1957년 8월 1일 ~ )
- 통상 산업 정무 차관 - 시라하마 니키치·오가사 고쇼(1957년 8월 1일 ~ )
- 운수 정무 차관 - 기무라 도시오
- 우정 정무 차관 - 모가미 히데코
- 노동 정무 차관 - 니카이도 스스무
- 건설 정무 차관 - 호리우치 가즈오
- 행정 관리 정무 차관 – 사카키바라 도루
- 홋카이도 개발 정무 차관 - 후쿠이 준이치
- 자치 정무 차관 - 나카시마 시게키
- 방위 정무 차관 - 고야마 오사노리
- 경제 기획 정무 차관 - 가노 히코키치
- 과학 기술 정무 차관 – 요시다 만지

## 참고 문헌
- 하타 이쿠히코 편 《일본 관료제 종합 사전 : 1868 ~ 2000》(도쿄 대학 출판회, 2001년)